# Angry Samoans (groupe)
Pour les articles homonymes, voir Angry Samoans.
Angry Samoans est un groupe de punk hardcore américain, originaire de Van Nuys, Los Angeles, en Californie. Il a été formé en août 1978 par les critiques de rock Mike Saunders (en) (Metal Mike) et Gregg Turner (anciens du groupe VOM), accompagnés du guitariste Kevin Eric Saunders, du bassiste Todd Homer, et du batteur Billy Vockeroth.
Malgré divers changements de personnel et des périodes d'activité réduite à quelques concerts, le groupe existe toujours aujourd'hui, jouant certains samedis en Californie (par exemple à la Knitting Factory de Hollywood le 23 février 2008), avec Mike Saunders (guitare, chant) et Bill Vockeroth (batterie, chant), agrémentés de deux comparses occasionnels. Ils ont été crédités pour le terme « heavy metal ».

## Biographie

### Prémices et débuts (1978–1987)
En 1969, les frères Saunders enregistrent un album garage-rock de 14 chansons intitulé I'm a Roadrunner Motherfucka dans leur ville de Little Rock, dans l'Arkansas sous le nom de groupe, The Rockin' Blewz. L'album ne sera pas publié avant la fin des années 1990. En 1978, Turner et Mike Saunders jouent avec le critique rock Richard Meltzer dans un groupe punk originaire de Los Angeles, VOM, qui publiera un EP cinq titres intitulé Live at Surf City au label White Noise Recordsen début d'été 1978.
Peu après la formation d'Angry Samoans à la fin de 1978, Mike Saunders, Turner et Homer écrivent la fameuse chanson sur le DJ Rodney Bingenheimer intitulée Get Off the Air. Après la sortie de leur premier album, Inside My Brain, qui comprend la chanson, les Samoans sont bannis de la boite de nuit Starwood, du Whisky a Go Go et de plusieurs autres clubs basés à Hollywood ou Los Angeles pendant deux ans. Leur premier concert s'effectue le 30 octobre 1978, avec Roky Erickson and the Aliens à Richmond, en Californie. La nuit suivante, ils jouent au all-LA bill, au Mabuhay Gardens de San Francisco, avec the Zeros. Le premier album du groupe, Inside My Brain, avec P.J. Galligan à la guitare en remplacement de Bonze Blayk, est l'un des premiers albums axé punk hardcore des années 1980 à Los Angeles. Entre celui-ci et le deuxième album, Back from Samoa, le groupe publie un EP sous le nom de The Queer Pills, pour être diffusé sur la chaine de radio KROQ. Back from Samoa, publié en 1982, comprend des paroles sur la mode de faire sortir ses yeux de ses orbites (Lights Out), sur le pénis anthropomorphisé d'Adolf Hitler (They Saved Hitler's Cock), et comment mener la vie dure à son père (My Old Man's A Fatso), chantées sur des guitares distordue.
Au milieu des années 1980, Angry Samoans recrute le guitariste Steve Drojensky, et revient à ses racines garage rock des années 1960 (ils ont longtemps cité des groupes comme The Velvet Underground, 13th Floor Elevators et Shadows of Knight parmi leurs influences). Leurs deux albums suivants, l'EP Yesterday Started Tomorrow en 1986 et STP Not LSD en 1987, se caractérisent par des éléments de garage/psychédélique. Homer quitte le groupe à la fin de 1988 et forme The Mooseheart Faith Stellar Groove Band avec Larry Robinson, ex-membre du groupe pop-soul Apollo.

### Dernières activités (depuis 1990)
Angry Samoans continue jusqu'à la fin des années 1990 avec Mike Saunders, le batteur Vockeroth et plusieurs autres membres.
En 2010, ils jouent au Legends Stage du Warped Tour.